# Schutzwallmedaljen
| Avers |  | Revers |
| Avers |  | Revers |

Schutzwallmedaljen (tyska Deutsches Schutzwall-Ehrenzeichen, även benämnd Westwall-Medaille) var en utmärkelse i Tredje riket och tilldelades personer som deltagit i uppförandet av Västvallen 1938–1940. Schutzwallmedaljen instiftades av Adolf Hitler 1939.

### Webbkällor
- ”West Wall Medal” (på engelska). Wehrmacht-Awards.com. Arkiverad från originalet den 31 maj 2013. https://www.webcitation.org/6H2CdxsOk?url=http://www.wehrmacht-awards.com/service_awards/west_wall_medal.htm. Läst 31 maj 2013.